# Halowe Mistrzostwa Hiszpanii w Lekkoatletyce 2011
47. Halowe Mistrzostwa Hiszpanii w Lekkoatletyce – zawody lekkoatletyczne, które odbyły się 19 i 20 lutego 2011 w Luis Puig Palace w Walencji.

## Rezultaty

### Mężczyźni
| Konkurencja:              | 1. miejsce         | Rezultat     | 2. miejsce             | Rezultat     | 3. miejsce             | Rezultat     |
| Bieg na 60 m              | Iván Mocholí       | 6,69 SB      | Ángel David Rodríguez  | 6,72         | Orkatz Beitia          | 6,80         |
| Bieg na 200 m             | Diego Alonso       | 21,37        | Óscar Husillos         | 21,70        |                        |              |
| Bieg na 400 m             | Marc Orozco        | 47,29 PB     | Mark Ujakpor           | 47,34        | Roberto Briones        | 47,89        |
| Bieg na 800 m             | Luis Alberto Marco | 1:50,42      | Kevin López            | 1:50,71      | David Palacios         | 1:51,22      |
| Bieg na 1500 m            | Manuel Olmedo      | 3:45,93 SB   | Diego Ruíz             | 3:45,96      | Juan Carlos Higuero    | 3:46,14 SB   |
| Bieg na 3000 m            | Jesús España       | 7:50.70 SB   | Víctor García          | 7:51.95 PB   | Francisco Javier Alves | 7:52.40 SB   |
| Bieg na 60 m przez płotki | Felipe Vivancos    | 7,71         | Juan Ramón Barragán    | 8,02 SB      | Víctor Orduña          | 8,10 PB      |
| Skok wzwyż                | Javier Bermejo     | 2,22 SB      | Miguel Ángel Sancho    | 2,18         | Pablo Sarmiento        | 2,15         |
| Skok o tyczce             | Igor Bychkov       | 5,35 SB      | Javier Sebastian Gazol | 5,30 SB      | Didac Salas            | 5,30 NJR PB  |
| Skok w dal                | Eusebio Cáceres    | 8,08 PB      | Luis Felipe Méliz      | 7,85         | Jean Marie Okutu       | 7,57 PB      |
| Trójskok                  | Vicente Docavo     | 16,61 NJR PB | José Emilio Bellido    | 16,23 PB     | Pablo Torrijos         | 16,16 PB     |
| Pchnięcie kulą            | Borja Vivas        | 20,18 PB     | Manuel Martínez        | 18,92 SB     | Germán Millán          | 18,14        |
| Siedmiobój                | Agustín Félix      | 5748 pkt. SB | Jonay Jordán           | 5560 pkt. PB | Óscar González         | 5331 pkt. SB |

### Kobiety
| Konkurencja:              | 1. miejsce          | Rezultat        | 2. miejsce             | Rezultat     | 3. miejsce             | Rezultat     |
| Bieg na 60 m              | Digna Luz Murillo   | 7,31 PB         | Amparo María Cotán     | 7,37 PB      | María Martín-Sacristán | 7,53 PB      |
| Bieg na 200 m             | Estela García       | 24,11 PB        | Alazne Furundarena     | 24,38 PB     |                        |              |
| Bieg na 400 m             | Natalia Romero      | 55,17           | Aauri Lorena Bokesa    | 55,20        | Begoña Garrido         | 55,34        |
| Bieg na 800 m             | Elián Périz         | 2:04,87         | Margarita Fuentes-Pila | 2:05,62      | Maria Carmen Gonzales  | 2:08,79 PB   |
| Bieg na 1500 m            | Isabel Macías       | 4:24,69         | Beatriz Antolín        | 4:27,00 SB   | Eva Arias              | 4:28,06 SB   |
| Bieg na 3000 m            | Dolores Checa       | 9:08,36         | Paula González         | 9:09,20 PB   | Sonia Bejarano         | 9:10,20 SB   |
| Bieg na 60 m przez płotki | Ana Torrijos        | 8,37            | Caridad Jerez          | 8,53         | Virginia Villar        | 8,64 SB      |
| Skok wzwyż                | Ruth Beitia         | 1,95 SB         | Raquel Álvarez         | 1,88 PB      | Gema Martín-Pozuelo    | 1,80         |
| Skok o tyczce             | Naroa Agirre        | 4,30            | Anna María Pinero      | 4,25         | Marta Cot              | 3,95 PB      |
| Skok w dal                | Concepción Montaner | 6,57 SB         | María del Mar Jover    | 6,27 PB      | Juliet Itoya           | 6,18 PB      |
| Trójskok                  | Patricia Sarrapio   | 13,73 SB        | Rebeca Azcona          | 13,21 SB     | Débora Calveras        | 13,19        |
| Pchnięcie kulą            | Úrsula Ruiz         | 16,10 SB        | Magnolia Iglesias      | 15,12        | Irache Quintanal       | 15,04 SB     |
| Pięciobój                 | Bárbara Hernando    | 4381 pkt. NR PB | Laura Ginés            | 4034 pkt. PB | Estefanía Fortes       | 4030 pkt. PB |